# Veikko Karvonen
Veikko Karvonen (Finlandia, 5 de enero de 1926-1 de agosto de 2007) fue un atleta finlandés, especializado en la prueba de maratón en la que llegó a ser medallista de bronce olímpico en 1956.

## Carrera deportiva
En el Campeonato Europeo de Atletismo de 1954 ganó la medalla de oro en la prueba de maratón, llegando a meta en un tiempo de 2:24:51, por delante del soviético Boris Grishayev (plata con 2:24:55) y del también soviético Ivan Filin (bronce con 2:25:26).
En los JJ. OO. de Melbourne 1956 ganó la medalla de bronce en la maratón, recorriendo los 42,195 km en un tiempo de 2:27:47 segundos, llegando a meta tras el francés Alain Mimoun y el yugoslavo Franjo Mihalić (plata).